# Dallas-Fort Worth Film Critics Association Award per la miglior colonna sonora
Il Dallas-Fort Worth Film Critics Association Award per la miglior colonna sonora (Dallas–Fort Worth Film Critics Association Award for Best Musical Score) è una categoria di premi assegnata dal 2012 dalla Dallas-Fort Worth Film Critics Association per la miglior colonna sonora dell'anno.

## Vincitori e candidati
I vincitori sono indicati in grassetto.  

### Anni 2010
- 2012: John Williams - Lincoln
- 2013: Steven Price - Gravity
- 2014: Hans Zimmer - Interstellar
- 2015
  1. Bryce Dessner, Ryūichi Sakamoto e Alva Noto - Revenant - Redivivo (The Revenant)
  2. Ennio Morricone - The Hateful Eight
- 2016
  1. Justin Hurwitz - La La Land
  2. Mica Levi - Jackie
- 2017
  1. Alexandre Desplat -  La forma dell'acqua - The Shape of Water (The Shape of Water)
  2. Hans Zimmer -  Dunkirk
- 2018
  1. Alexandre Desplat - L'isola dei cani (Isle of Dogs)
  2. Justin Hurwitz - First Man - Il primo uomo (First Man)
- 2019
  1. Thomas Newman -  1917
  2. Alexandre Desplat -  Piccole donne (Little Women)

### Anni 2020
- 2020
  1. Trent Reznor e Atticus Ross - Mank
  2. James Newton Howard - Notizie dal mondo (News of the World)
- 2021[1]
  1. Hans Zimmer - Dune
  2. Jonny Greenwood - Il potere del cane (The Power of the Dog)
- 2022[2]
  1. Alexandre Desplat – Pinocchio di Guillermo del Toro
  2. John Williams – The Fabelmans

- 2023[3]
  1. Robbie Robertson – Killers of the Flower Moon (postumo)
  2. Ludwig Göransson – Oppenheimer

- 2024[4]
  1. Kris Bowers – Il robot selvaggio (The Wild Robot)
  2. Trent Reznor e Atticus Ross – Challengers